# La Chapelle-du-Mont-du-Chat
 La Chapelle-du-Mont-du-Chat  es una población y comuna francesa, en la región de Ródano-Alpes, departamento de Saboya, en el distrito de Chambéry y cantón de La Motte-Servolex.

## Demografía
| 66 | 65 | 61 | 58 | 71 | 134 |
| Para los censos de 1962 a 1999 la población legal corresponde a la población sin duplicidades (Fuente: INSEE [Consultar]) |    |    |    |    |     |